# Fagonia capensis
Fagonia capensis är en pockenholtsväxtart som beskrevs av Hadidi. Fagonia capensis ingår i släktet Fagonia och familjen pockenholtsväxter. Inga underarter finns listade i Catalogue of Life.